# Frank Arloth
Frank Arloth (* 22. Juni 1958 in Augsburg) ist ein deutscher Jurist. Er war von 2014 bis 2024 Amtschef im Bayerischen Staatsministerium der Justiz.

## Leben
Arloth schloss das Abitur im Jahr 1977 ab und studierte danach bis 1984 Rechtswissenschaften an der Universität Augsburg. Anschließend arbeitete er von 1984 bis 1986 im Amt eines Akademischen Rates als Assistent an einem strafrechtlichen Lehrstuhl der Augsburger Universität und wurde 1986 zum Dr. jur. promoviert.
Er trat 1986 beim Bayerischen Staatsministerium der Justiz in den öffentlichen Dienst ein und wurde 1988 Staatsanwalt in Augsburg. Er wechselte 1989 und wurde Richter am Landgericht Augsburg. Als Referent kehrte er 1990 in das Bayerische Justizministerium zurück und blieb dort bis zu seiner Ernennung zum Richter am Oberlandesgericht München im Jahr 1998. Es folgte 2000 eine Ernennung zum Ministerialrat und 2005 die Übertragung der Leitung des Ministerbüros des Justizministeriums. Erneut wechselte er zur Judikative und war vom 1. November 2006 bis zum 31. Dezember 2008 Präsident des Landgerichts Augsburg. Anschließend übernahm er im Amt eines Ministerialdirigenten am 1. Januar 2009 die Abteilungsleitung für den Bereich Justizvollzug des Bayerischen Staatsministeriums der Justiz. Er hatte die Leitung der Abteilung bis zum 31. Mai 2014 inne.
Mit Wirkung vom 1. Juni 2014 wurde Frank Arloth Ministerialdirektor und Amtschef im Bayerischen Staatsministerium der Justiz. Er trat mit Ablauf des 30. Juni 2024 in den Ruhestand und Winfried Brechmann folgte auf ihn.
Er übte seit 2000 Tätigkeiten als Honorarprofessor für Strafrecht der Universität Augsburg aus und war Lehrbeauftragter für Strafvollzug der Universität München. Zudem ist er Verfasser zahlreicher Publikationen auf dem Gebiet des Strafrechts und insbesondere des Strafvollzugsrechts sowie Mitherausgeber der NStZ.

## Auszeichnungen
- 2022: Bayerischer Verdienstorden[6]